# 起山師振
起山師振（きざん ししん）は、南北朝時代の臨済宗の僧。

## 経歴・人物
京都三聖寺の愚直師侃の室に入り、その法を嗣ぐ。のち京都の真如寺、東福寺などの住持を歴任した。